# 高雄市立圓富國民中學
高雄市立圓富國民中學（英語：Kaohsiung Municipal Yuanfu Junior High School），簡稱圓富國中，位於高雄市旗山區的北部區域。

## 學校簡介
- 自民國五十七年（1968年）起實施九年國民教育後，居住旗山鎮北部之圓富、中正、大林等里及內門鄉永富、永吉、永興、溝坪、金竹等村學生就讀國中殊多不便。鑒此，旗山國中林校長福星及地方士紳盧成輝，徐度群先生大力爭取，並蒙林縣長淵源鼎力支持，即於1970年八月奉准於現址設立高雄縣立旗山國中圓富分部，並派湯民雄先生為分部主任，歷時二載。
- 民國六十一年（1972年）8月奉准獨立設校，並派李國祥先生為首任校長。
- 民國六十七年（1978年）8月李校長榮調大樹國中，由校長謝州融先生接任，校方為加強民族精神教育及陶冶文化氣質，乃籌建精神堡壘及文化走廊。
- 民國七十二年（1983年）8月謝校長榮調五甲國中，由校長李亞君先生調掌該校。任內增建家事教室，及生物科實驗教室。
- 民國七十八年（1989年）2月李校長榮調大社國中，由校長宋招祿先生接任，宋校長任內開辦學校午餐，減輕家長負擔。
- 民國八十一年（1992年）2月宋校長榮調屏東縣林邊國中，圓富國中的學區由於人口外流，班級人數亦隨之減少，省教育廳核定改為偏遠地區學校，並派校長黃瑞光先生接掌，黃校長積請專家重新規劃中庭花園，為改善教學效果，設視廳教室。
- 民國八十二年（1993年）9月黃校長榮調橋頭國中，由縣教育局督學吳宗立先生接掌該校，任內特闢教師研究室。
- 民國八十五年（1996年）8月吳校長榮調鳥松國中，由縣政府新派校長金清海先生接任。
- 民國八十八年（1999年）8月金校長榮調鳥松國中校長，由縣政府新派校長尹鳳珠女士接任。
- 民國九十年（2001年）8月尹校長榮調大樹國中，由縣政府教育局副局長黃金花女士榮任該校第九任校長。
- 民國九十六年（2007年）8月黃校長調任五甲國中，由原忠孝國中曾宏定先生接任。
- 民國九十九年十二月二十五日配合縣市合併，更名為「高雄市立圓富國民中學」。
- 民國一百零一年（2013年）8月曾校長榮調鳳山國中，由市政府新派校長黃柏蒼先生接任。
- 民國一百零五年（2016年）8月黃校長榮調民族國中，洪瑞鍇校長接任

## 歷任校長
- 創校校長：李國祥校長
- 第二任校長：謝州融校長
- 第三任校長：李亞君校長
- 第四任校長：宋招祿校長
- 第五任校長：黃瑞光校長
- 第六任校長：吳宗立校長
- 第七任校長：金清海校長
- 第八任校長：尹鳳珠校長
- 第九任校長：黃金花校長
- 第十任校長: 曾宏定校長
- 第十一任校長：黃柏蒼校長
- 第十二任校長：洪瑞鍇校長
- 第十三任校長：達妮芙．伊斯坦大